# Xystonotus delicata
Xystonotus delicata är en kvalsterart som beskrevs av Herbert Habeeb 1954. Xystonotus delicata ingår i släktet Xystonotus och familjen Mideopsidae. Inga underarter finns listade i Catalogue of Life.